# Leopold Barschandt
Leopold Barschandt (ur. 12 sierpnia 1925, zm. 5 października 2000), austriacki piłkarz, obrońca. Brązowy medalista MŚ 54.
Grał w wiedeńskich klubach SPC Helfort, SC Gaswerk Wien (1948-1950) i Wiener SC (1950-1960) oraz w SV Stickstoff Linz (1960-1963). Największe sukcesy odnosił z WSC - był mistrzem kraju w 1958 i 1959, zdobywał Puchar Austrii. W reprezentacji Austrii w latach 1954–1960 zagrał 23 razy i strzelił jedną bramkę. Podczas MŚ 54 zagrał w czterech meczach. Znajdował się w kadrze na MŚ 58.